# وزارت شهباز شریف
وزارت شهباز شریف در ۱۰آوریل ۲۰۲۲ پس از آنکه به عنوان نامزد نخست‌وزیری توسط احزاب مخالف و پس از عدم اعتماد به نخست‌وزیر فعلی عمران خان در جریان بحران سیاسی پاکستان تشکیل شد. او در ۱۱ آوریل ۲۰۲۲ به عنوان نخست‌وزیر پاکستان سوگند یاد کرد.